# Anomala obliquipunctata
Anomala obliquipunctata är en skalbaggsart som beskrevs av Lin 1989. Anomala obliquipunctata ingår i släktet Anomala och familjen Rutelidae. Inga underarter finns listade i Catalogue of Life.